# Сингапурська кішка
Сингапурська, Сингапура (англ. Singapura, SIN)  — азійська порода кішок.

## Історія
Сингапура була завезена з острова Сингапур із Південно-Східної Азії. На батьківщині на кішок не звертали особливої уваги. Однак американці примітили тварину і в 1975 році кілька екземплярів привезли до США. У 1977 році в США кішки були вперше показані на виставці. У 1981 році був розроблений стандарт на кішок сингапурської породи. Вони хоча й не численні, але досить популярні.

## Розмноження
Характерним є пізнє дозрівання — починають спаровуватися в 15-18 місяців. У приплоді сингапур, як правило, до трьох кошенят. Кошенята розвиваються повільно й довго не виходять із гнізда.

## Характер
Сингапури — це невеликі кішки, спокійні, тихі. Від природи вони обережні й полохливі. Вони дуже прив'язуються до свого господаря й ходять за ним по п'ятах.

## Зовнішній вигляд
Кішки сингапурської породи — це бадьорі, енергійні, витончені, малих і середніх розмірів, квадратного формату тварини. Вага в самок до 2 кг, у самців — до 3 кг. Тіло міцне, помірно кремезне й мускулясте, без слідів ожиріння. Спина трохи вигнута. Груди розвинені. Кінцівки мускулясті, тоншають до лапи. Лапи маленькі, овальні. Хвіст витончений, тоншає до кінця. Кінчик хвоста заокруглений. Простягнутий уздовж корпуса, він повинен досягати плечей тварини.
Голова з округлим черепом, особливо на рівні зовнішніх куточків очей, поступово тупо звужується до кінчика морди. Морда широка, з тупим носом. Ніс із легким стопом, розташованим значно нижче рівня очей. Ніс і підборіддя утворюють пряму лінію. Підборіддя добре розвинене. Вуха великі, широкі біля основи, із глибокими вушними раковинами, трохи загострені. Відстань між вухами середня. Зовнішні боки вушних раковин повинні трохи розходитися або бути паралельними. Очі великі, блискучі, мигдалеподібні, косо поставлені, широко відкриті, не виступають, але й не глибоко посаджені. Відстань між очима не менша, ніж ширина ока. Колір очей жовто-зелений (кольору ліщини), зелений або жовтий, без домішок іншого кольору. Шия коротка, міцна.
Шерсть тонка, дуже коротка й прилегла до корпуса. У молодих тварин допускається довша шерсть. М'яка, шовковиста шерсть є вадою.

### Забарвлення
Забарвлення ніжне й благородне, допускається лише одне — «сепія агуті» — темно-коричневий тикінг на базовому світлому забарвленні кольору слонової кістки. Морда, підборіддя, грудна клітка й живіт повинні бути трохи світлішими. Носове дзеркальце має відтінок рожевуватої лососини. Облямівка очей, носа, губ, ніздрів, а також шерсть між пальцями темно-коричневі. Пальці й поверхня ззаду задніх кінцівок темно-коричневі. Подушечки лап рожевуваті-коричневі. Вуха й спинка носа кольору лососини не розглядаються як вада. Перевага надається теплим, світлим тонам та відтінкам.
Малюнок: забарвлення волосся світле біля основи, а кінчик темніший. Кожен волос повинен мати принаймні дві зони темного (темно-коричневого) тикінгу, розділеного світлою зоною (кольору слонової кістки). Кінчик хвоста темний. Такий самий темний колір поширюється смугою по всій верхній довжині хвоста й верхньої частини корпуса. Смуги також повинні бути тільки на внутрішній поверхні передніх лап і на колінах (задні кінцівки). Кінцівкам без смуг надається перевага. У кошенят тикінг може бути недорозвиненим. Темна смуга на спині не є вадою.

## Світлини

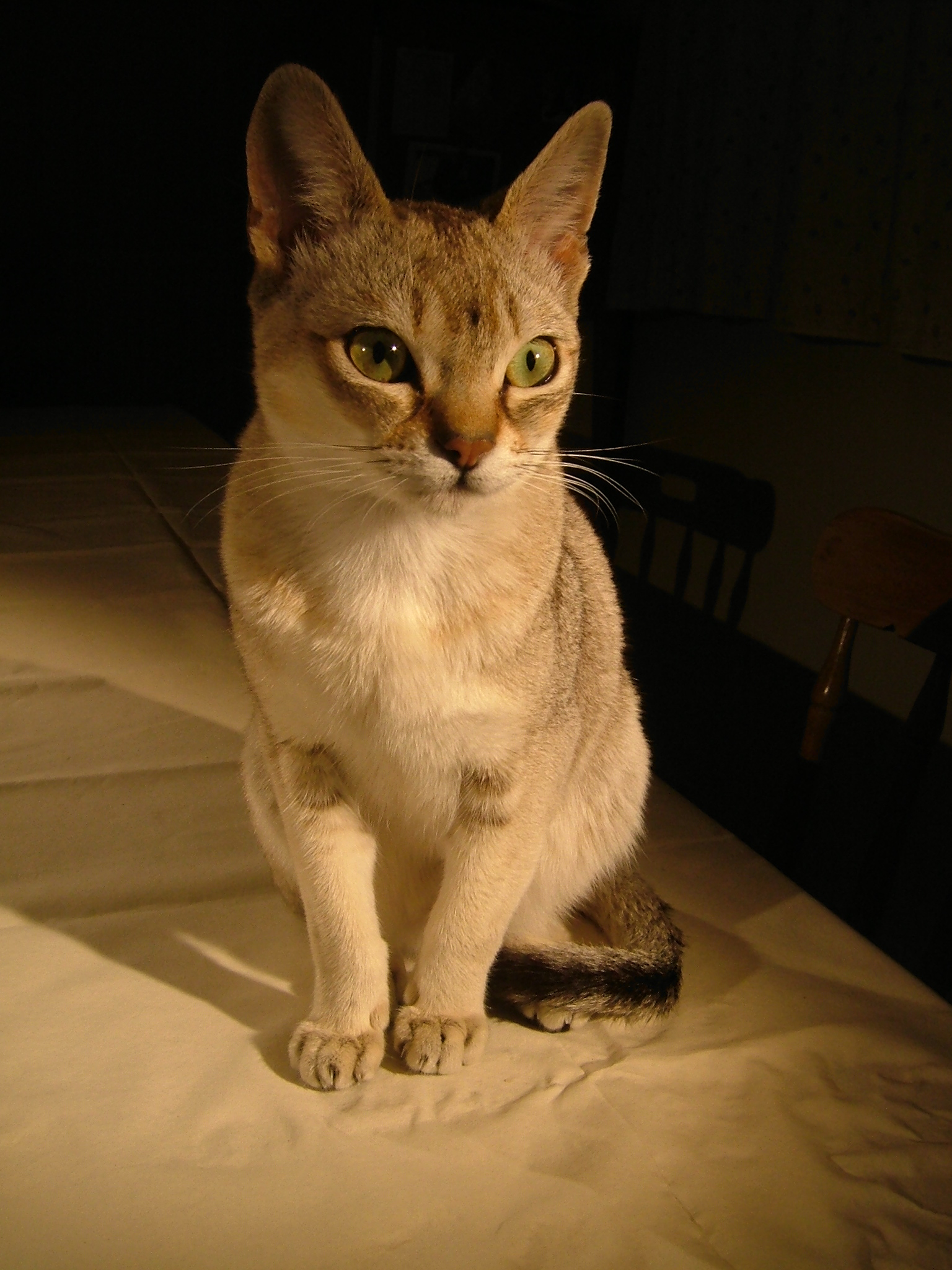
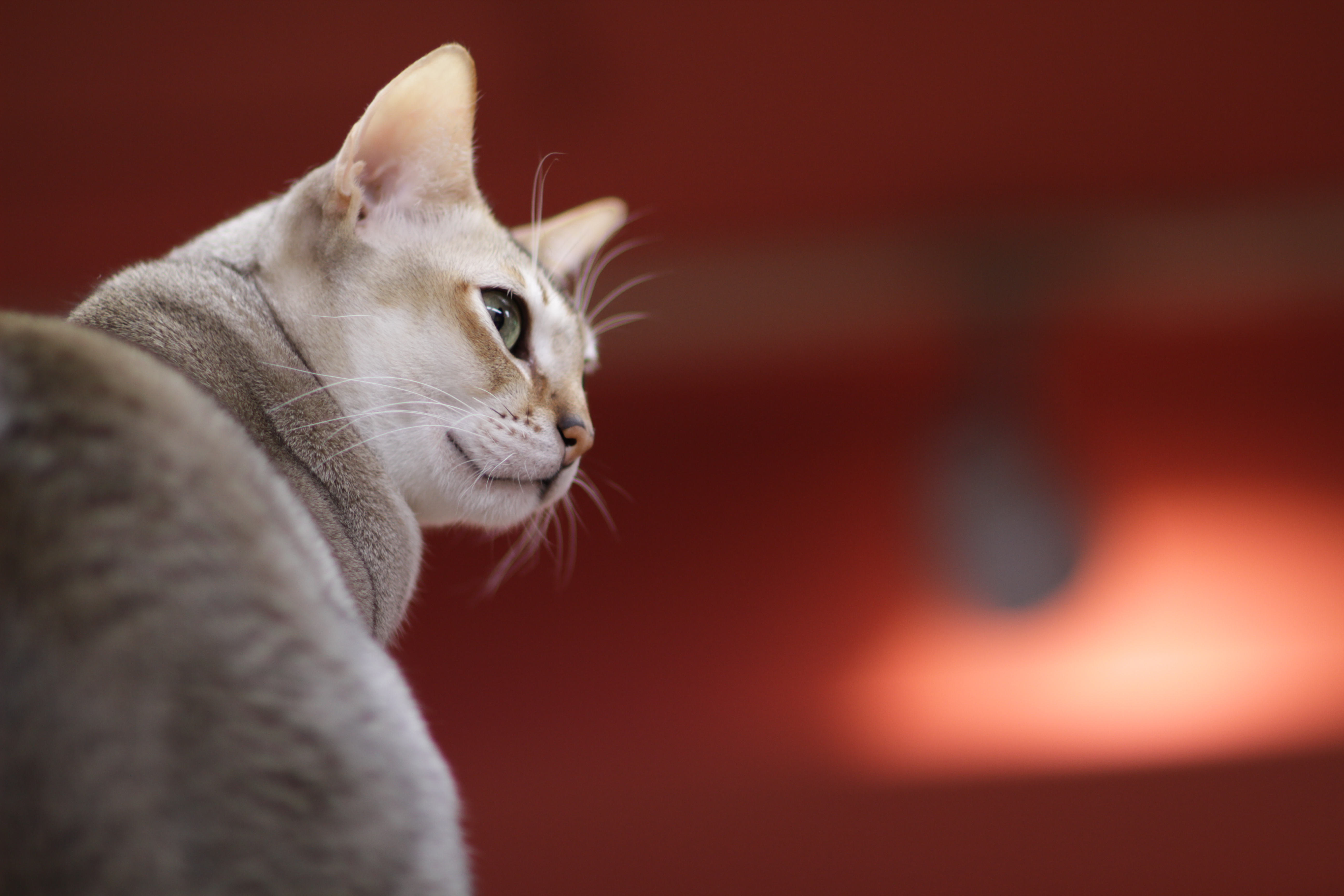
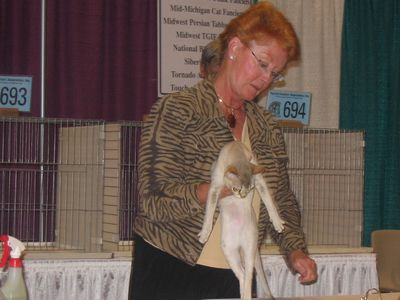
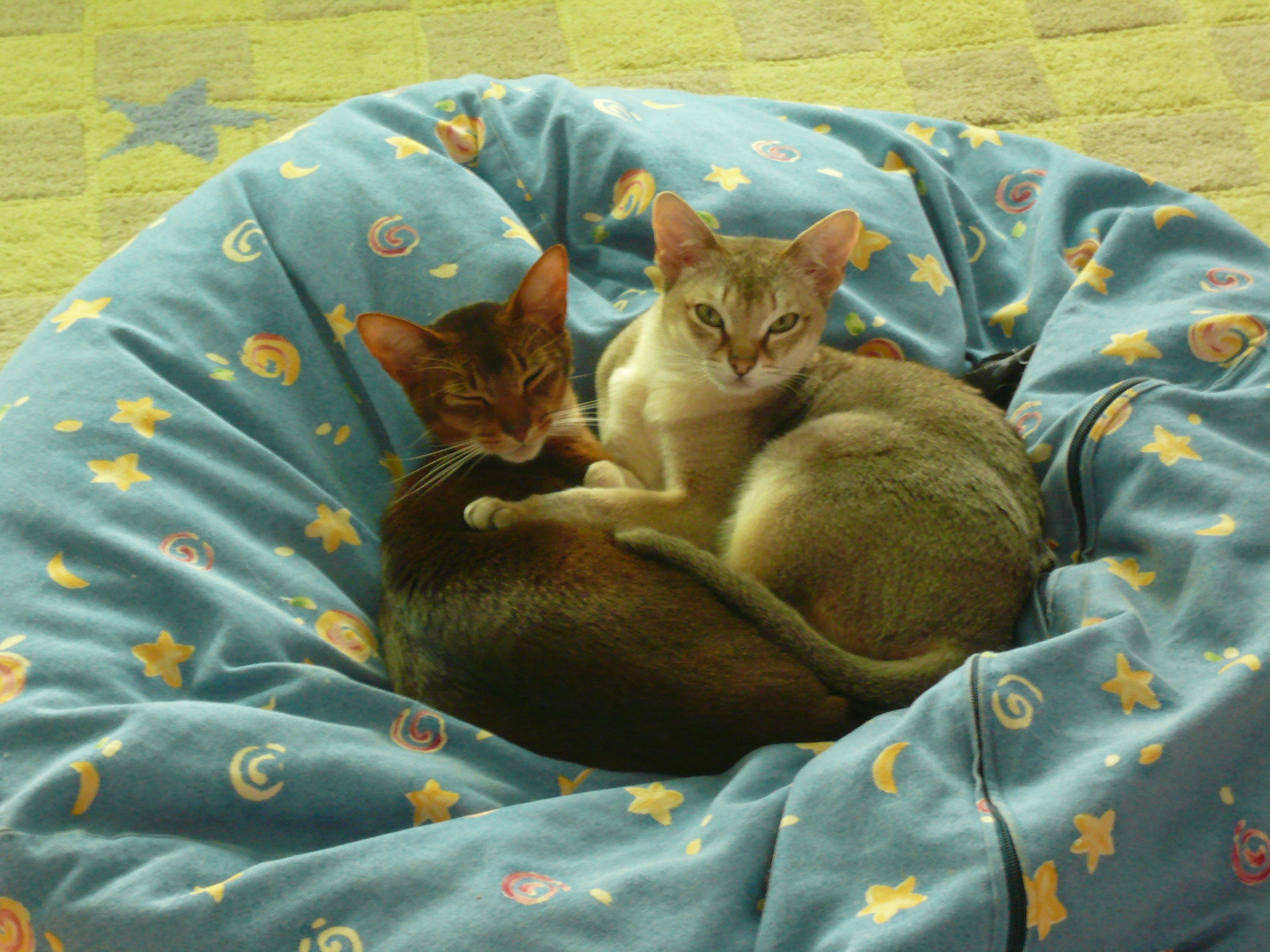
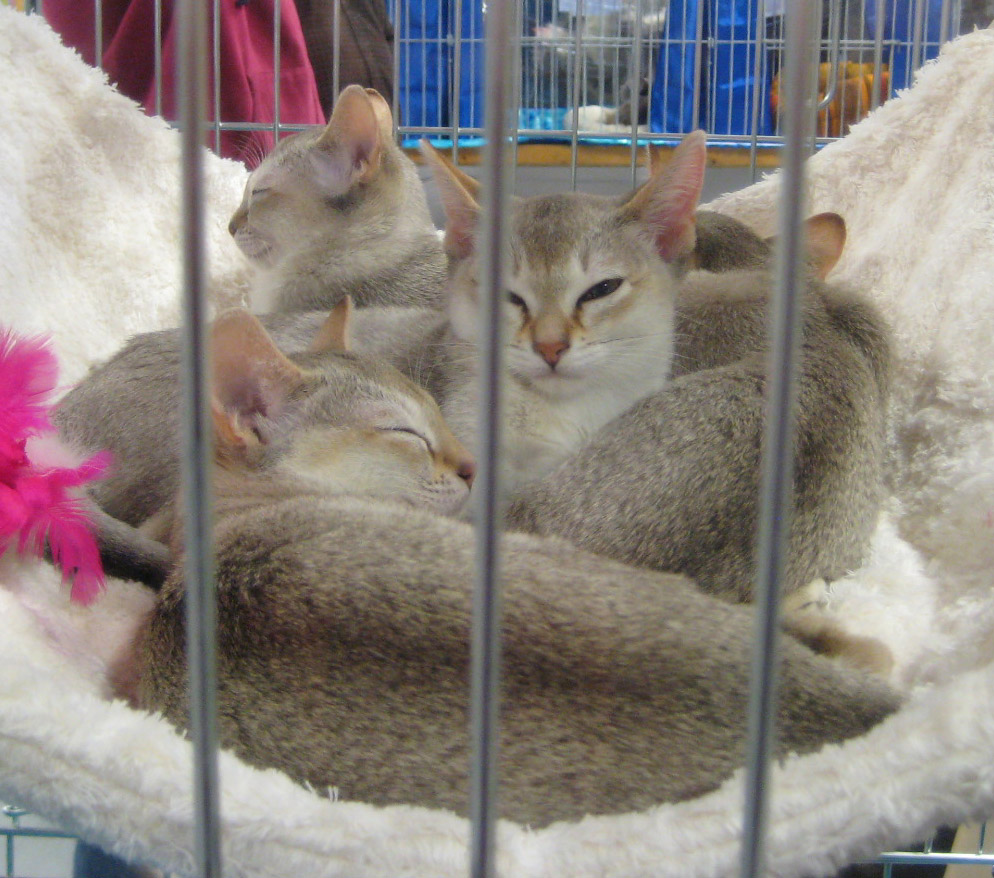
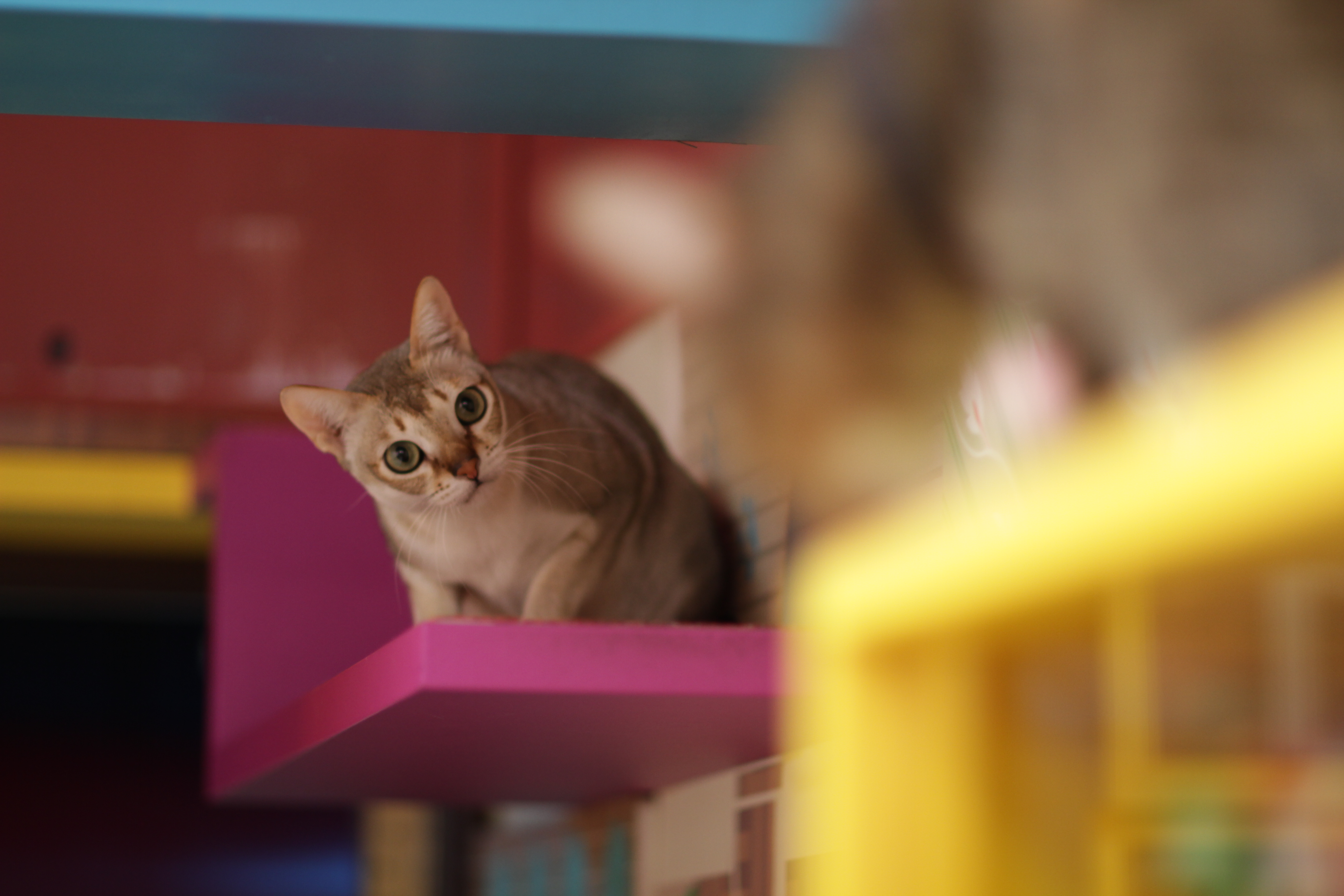